# Mistrzostwa Świata w Lekkoatletyce 1983 – sztafeta 4 × 100 m mężczyzn
Sztafeta 4 × 100 metrów mężczyzn – jedna z konkurencji biegowych rozgrywanych podczas lekkoatletycznych mistrzostw świata na Stadionie Olimpijskim w Helsinkach. Sztafeta Stanów Zjednoczonych ustanowiła w finale rekord świata czasem 37,86 s.

## Terminarz
| Data        |            |
| ----------- | ---------- |
| 9 sierpnia  | Eliminacje |
| 10 sierpnia | Półfinały  |
| 10 sierpnia | Finał      |

## Rekordy
|               | Zawodnicy                                                                       | Wynik | Miejsce    | Data                 |
| ------------- | ------------------------------------------------------------------------------- | ----- | ---------- | -------------------- |
| Rekord świata | Stany Zjednoczone · (Bill Collins, Steven Riddick, Cliff Wiley, Steve Williams) | 38,03 | Düsseldorf | 3 września 1977(dts) |

## Wyniki

### Eliminacje
Rozegrano trzy biegi eliminacyjne. Z każdego biegu cztery najlepsze sztafety automatycznie awansowały do półfinałów (Q). Skład półfinalistów uzupełniły cztery najszybsze zespoły spośród pozostałych (q).

### Bieg 1
| Poz. | Reprezentacja   | Zawodnicy                                                              | Wynik | Uwagi |
| ---- | --------------- | ---------------------------------------------------------------------- | ----- | ----- |
| 1    | NRD             | Andreas Knebel, Thomas Schröder, Jens Hübler, Frank Emmelmann          | 39,22 | Q     |
| 2    | Bułgaria        | Krasimir Sarbakow, Jordan Wandow, Bogomił Karadinow, Walentin Atanasow | 39,55 | Q     |
| 3    | Wielka Brytania | Ainsley Bennett, Donovan Reid, Mike McFarlane, Drew McMaster           | 39,56 | Q     |
| 4    | Nigeria         | Innocent Egbunike, Ikpoto Eseme, Samson Oyeledun, Chidi Imoh           | 39,62 | Q     |
| 5    | Finlandia       | Jouko Lehtinen, Jouko Hassi, Jukka Sihvonen, Kimmo Saaristo            | 39,65 | q     |
| 6    | Bahamy          | Fabian Whymns, Austin Albury, Joey Wells, David Charlton               | 39,91 | q     |
| 7    | Ghana           | Ernest Obeng, Sam Aidoo, Edward Pappoe, Awudu Nuhu                     | 41,92 |       |
| –    | Kuba            |                                                                        | DNS   |       |

### Bieg 2
| Poz. | Reprezentacja            | Zawodnicy                                                              | Wynik | Uwagi |
| ---- | ------------------------ | ---------------------------------------------------------------------- | ----- | ----- |
| 1    | Stany Zjednoczone        | Emmit King, Willie Gault, Calvin Smith, Carl Lewis                     | 38,75 | Q     |
| 2    | Włochy                   | Stefano Tilli, Carlo Simionato, Pierfrancesco Pavoni, Pietro Mennea    | 39,40 | Q     |
| 3    | Węgry                    | Ferenc Kiss, István Nagy, László Babály, István Tatár                  | 39,58 | Q     |
| 4    | Australia                | Paul Narracott, Gerrard Keating, Bruce Frayne, Gary Minihan            | 40,02 | Q     |
| 5    | Wybrzeże Kości Słoniowej | Otokpa Kouadio, Avognan Nogboun, Georges Kablan Degnan, Gabriel Tiacoh | 40,70 |       |
| –    | Chiny                    | Wang Shaoming, He Baodang, Cai Jianming, Yan Guoqiang                  | DQ    |       |
| –    | Kanada                   | Ben Johnson, Atlee Mahorn, Desai Williams, Tony Sharpe                 | DQ    |       |
| –    | Kenia                    | Alfred Nyambane Johnson, Peter Wekesa, John Anzrah, Moja Shivanda      | DQ    |       |

### Bieg 3
| Poz. | Reprezentacja   | Zawodnicy                                                                  | Wynik | Uwagi |
| ---- | --------------- | -------------------------------------------------------------------------- | ----- | ----- |
| 1    | ZSRR            | Andriej Prokofjew, Nikołaj Sidorow, Władimir Murawjow, Wiktor Bryzhin      | 38,77 | Q     |
| 2    | Francja         | Thierry Francois, Marc Gasparoni, Antoine Richard, Jean-Jacques Boussemart | 39,17 | Q     |
| 3    | RFN             | Werner Bastians, Christian Haas, Jürgen Evers, Andreas Rizzi               | 39,35 | Q     |
| 4    | Polska          | Krzysztof Zwoliński, Zenon Licznerski, Czesław Prądzyński, Marian Woronin  | 39,41 | Q     |
| 5    | Jamajka         | George Walcott, Ray Stewart, Leroy Reid, Colin Bradford                    | 39,49 | q     |
| 6    | Grecja          | Angelos Angelidis, Teodoros Gadzios, Nikos Chadzinikolau, Kosmas Stratos   | 39,85 | q     |
| 7    | Tajlandia       | Somsak Boontad, Suchart Chairsuvaparb, Prasit Boomprasert, Sumet Promna    | 40,17 |       |
| 8    | Chińskie Tajpej | Wu Jing-Yee, Lee Kuo-Sheng, Hwang Chian-Shin, Hwang Sheng-Tai              | 40,49 |       |

### Półfinały
Rozegrano dwa biegi półfinałowe. Z każdego biegu cztery najlepsze sztafety awansowały do finału (Q).

### Bieg 1
| Poz. | Reprezentacja | Zawodnicy                                                                  | Wynik | Uwagi |
| ---- | ------------- | -------------------------------------------------------------------------- | ----- | ----- |
| 1    | ZSRR          | Andriej Prokofjew, Nikołaj Sidorow, Władimir Murawjow, Wiktor Bryzhin      | 38,62 | Q     |
| 2    | Włochy        | Stefano Tilli, Carlo Simionato, Pierfrancesco Pavoni, Pietro Mennea        | 38,74 | Q     |
| 3    | Polska        | Krzysztof Zwoliński, Zenon Licznerski, Czesław Prądzyński, Marian Woronin  | 39,01 | Q     |
| 4    | Francja       | Thierry Francois, Marc Gasparoni, Antoine Richard, Jean-Jacques Boussemart | 39,14 | Q     |
| 5    | Nigeria       | Innocent Egbunike, Ikpoto Eseme, Samson Oyeledun, Chidi Imoh               | 39,44 |       |
| 6    | Grecja        | Angelos Angelidis, Teodoros Gadzios, Nikos Chadzinikolau, Kosmas Stratos   | 39,71 |       |
| 7    | Finlandia     | Jouko Lehtinen, Jouko Hassi, Jukka Sihvonen, Kimmo Saaristo                | 40,02 |       |
| –    | Węgry         | Ferenc Kiss, István Nagy, László Babály, István Tatár                      | DNF   |       |

### Bieg 2
| Poz. | Reprezentacja     | Zawodnicy                                                              | Wynik | Uwagi |
| ---- | ----------------- | ---------------------------------------------------------------------- | ----- | ----- |
| 1    | Stany Zjednoczone | Emmit King, Willie Gault, Calvin Smith, Carl Lewis                     | 38,50 | Q     |
| 2    | NRD               | Andreas Knebel, Thomas Schröder, Jens Hübler, Frank Emmelmann          | 38,95 | Q     |
| 3    | RFN               | Werner Bastians, Christian Haas, Jürgen Evers, Andreas Rizzi           | 39,13 | Q     |
| 4    | Jamajka           | George Walcott, Ray Stewart, Leroy Reid, Colin Bradford                | 39,18 | Q     |
| 5    | Wielka Brytania   | Ainsley Bennett, Donovan Reid, Mike McFarlane, Drew McMaster           | 39,39 |       |
| 6    | Bułgaria          | Krasimir Sarbakow, Jordan Wandow, Bogomił Karadinow, Walentin Atanasow | 39,59 |       |
| 7    | Bahamy            | Fabian Whymns, Austin Albury, Joey Wells, David Charlton               | 40,52 |       |
| –    | Australia         | Paul Narracott, Gerrard Keating, Bruce Frayne, Gary Minihan            | DNF   |       |

### Finał
| Poz. | Reprezentacja     | Zawodnicy                                                                  | Wynik | Uwagi |
| ---- | ----------------- | -------------------------------------------------------------------------- | ----- | ----- |
| 1    | Stany Zjednoczone | Emmit King, Willie Gault, Calvin Smith, Carl Lewis                         | 37,86 | [ 1 ] |
| 2    | Włochy            | Stefano Tilli, Carlo Simionato, Pierfrancesco Pavoni, Pietro Mennea        | 38,37 | [ 3 ] |
| 3    | ZSRR              | Andriej Prokofjew, Nikołaj Sidorow, Władimir Murawjow, Wiktor Bryzhin      | 38,41 |       |
| 4    | NRD               | Andreas Knebel, Thomas Schröder, Jens Hübler, Frank Emmelmann              | 38,51 |       |
| 5    | RFN               | Werner Bastians, Christian Haas, Jürgen Evers, Andreas Rizzi               | 38,56 | [ 4 ] |
| 6    | Polska            | Krzysztof Zwoliński, Zenon Licznerski, Czesław Prądzyński, Marian Woronin  | 38,72 |       |
| 7    | Jamajka           | George Walcott, Ray Stewart, Leroy Reid, Colin Bradford                    | 38,75 |       |
| 8    | Francja           | Thierry Francois, Marc Gasparoni, Antoine Richard, Jean-Jacques Boussemart | 38,98 |       |